# Isla Champ
La isla Champ (del ruso: Остров Чамп, Ostrov Champ) es una isla en la zona central del archipiélago de la Tierra de Francisco José, en Rusia.
La isla tiene una superficie de 374 km² contiene una amplia zona sin glaciares en el suroeste de la isla. El punto más alto de la isla alcanza los 507 m.
Champ es la isla más meridional de la Tierra Zichy subgrupo del archipiélago de Francisco José. Está separada por angostos estrechos de la isla Luigi por el norte y la isla de Salisbury, en el noreste.